# Buss Gyula
Buss Gyula (Békásmegyer, 1927. február 14. – Budapest, 2008. október 20.) magyar színművész.

## Életpályája
1948–1952 között végezte el a Színház- és Filmművészeti Főiskolát, és először a Pécsi Nemzeti Színházhoz (1952–1956), majd 1956–1959 között a fővárosi Nemzeti Színházhoz szerződött. 1960-ban a Békés megyei Jókai Színház, 1962-ben a Veszprémi Petőfi Színház, 1963-ban pedig a budapesti Petőfi Színház szerződtette. 1964–1985 között a Thália, 1985-től a Vidám Színpad társulatánál játszott.
Népszerű hősszerelmes, majd karakter- és szinkronszínész. A hatvanas évek elején kétszer is büntetőeljárás folyt ellene. Börtönben is ült (Bárdy György kollégájával, akit csak eltiltottak egy pár évre) liliomtiprás, majd halálos közúti baleset okozása vádjával. Élete végéig kitüntetés nélkül maradt, művészi kvalitásai ellenére.
2008. október 25-én közölték halálhírét, de már 20-án elhunyt.

## Színpadi szerepei
- Hámos György: Aranycsillag... Politikai tiszt
- Fu-Ko: Harcban nőtt fel... Harmadik a Kuomintang katonája
- Sándor Kálmán: A harag napja... Normai László
- Molière: A fösvény... Valér
- Adujev: Dohányon vett kapitány... Hannibál
- Kornyijcsuk: Ukrajna mezőin... Sztyepán
- Klima: A szerencse nem pottyan az égből... Jan
- Lippenszky–Futaky: Zrínyi riadója... Vida Farkas
- Katona József: Bánk bán... Ottó; II. Endre
- Iszajev–Galics: Nem magánügy... Djuzsikov
- Shakespeare: Szentivánéji álom... Zuboly
- Jókai Mór: A kőszívű ember fiai... Richárd
- Scribe: Egy pohár víz... Masham
- Shakespeare: Rómeó és Júlia... Rómeó
- Örsi Ferenc: Testvértüzek... Szkander bég
- Heltai Jenő: A néma levente... Agárdi Péter; Mátyás király
- Beaumarchais: Figaro házassága avagy Egy bolond nap... Almaviva gróf
- Gosztonyi János: Columbus... Amerigo Vespucci
- George Bernard Shaw: Szerelmi házasság... Dr. Harry Trench
- Federico García Lorca: Vérnász... Leonardo
- Machiavelli: Mandragora... Callimaco
- Lawler: A tizenhetedik baba nyara... Johnie Doawd
- Gádor Béla: Lyuk az életrajzon... Kemény
- Carlo Goldoni: Két úr szolgája... Florindo
- Lenz: Az alkalmi férj... Heinz Wallner
- Victor Hugo: A királyasszony lovagja... Ruy Blas
- Gárdonyi Géza: Ida regénye... Balogh János
- Kertész Imre: Bekopog a szerelem... Sándor
- Willner–Reichert: Három a kislány... Schober Ferenc
- Brdecka: Limonádé Joe... Limonádé Joe
- Kaszó–Tóth: Füredi komédiások... Sümeghy Károly
- Dévényi Róbert: Vidékiek... Csépán Imre
- Molnár Ferenc: Olympia... Kovács
- Gyárfás Miklós: Kisasszonyok a magasban/Férfiaknak tilos... Dr. Kovács Pál
- Pagnol: A szép Fabien... Fabien
- Darvas–Királyhegyi: Lopni sem szabad... Jacques
- Levitt: Parancsra tettem... Chandler alezredes
- Jean-Paul Sartre: Az ördög és a jóisten... Érsek
- Stejn: Ember és az ember... Rilken
- Shakespeare: II. Richárd... Thomas Mowbray
- Larni: A negyedik csigolya... Charles Lawson
- Thomas Mann: Fiorenza... Piero
- Thomas Mann: Mario és a varázsló... Ezredes
- Tóth Ede: A falu rossza... Csillag Pál
- Hochhuth: A helytartó... Salzer
- Mrożek: Nyílt tengeren... A kövér hajótörött
- Bródy Sándor: A tanítónő... Szolgabíró
- Fejes Endre: Mocorgó... Hadnagy
- Somogyi Tóth Sándor: Szerencse vagy halál... Nagy Kelemen
- Darvas József: Zrínyi... Alapy Gáspár
- Pablo Neruda: Joaquin Murieta tündöklése és bukása... Néger énekes
- Wessely László: Mária... Viszkovszkij
- Euripidész: Bakkhánsnők... Első hírnök
- Szatmári–Kazimir Károly: Bacchus... Borbély
- Ernest Hemingway: Akiért a harang szól... Pablo
- Goda Gábor: A planétás ember... Geczlő
- Pálfy–Kazimir: A magyar kérdés... Andrew Cordier; Wan Waithayakon
- Bródy Sándor: A dada... Rendőr
- Alberto Moravia: A világ olyan, amilyen... Piero
- Gosztonyi János: A néma énekesnő... Mentőparancsnok
- Takeda–Miyosi–Namiki: Csusingura... Narrátor
- Pagogyin: Arisztokraták... Sapak
- Fekete Sándor: Akar-e ön író lenni? Avagy tanuljunk könnyen, gyorsan érvényesülni... Pangl Oszkár
- Németh László: Gandhi... Patel
- Denis Diderot: Fecsegő ékszerek... Szo-mi-szo
- Lengyel József: Levelek Arisztofanészhoz... Tördeky úr
- Kerényi–Miczkiewicz–Slowacki–Krasinski: Lengyel fantázia... Földesúr; Vőlegény; Doktor
- László-Bencsik Sándor: Történelem alulnézetben... Kabai
- Komlós János–Marton László: Thália kabaré
- Solohov: Emberi sors... Manzsuló
- Lázár Ervin: Hétfejű tündér... Bruckner Szigfrid
- Malraux: A remény... Leclerc
- Mesterházi Lajos: A Prométheusz rejtély... Eurüsztheusz
- Kellér Andor: Bal négyes páholy... Konti József
- Gandillot: A kikapós patikárius... Labricelle
- Mándy Iván: Gong... Kövér színész
- Karinthy Ferenc: Házszentelő... Ringhoffer Lajos
- Simonffy András: A japán szalon... Kéry Kálmán
- Bulgakov: A Mester és Margarita... Berlioz; Kajafás
- Satrov: Égszínkék lovak, vörös füvön... Obuh
- Kassák Lajos: Egy ember élete... Gödrös
- Hochhuth: Jogászok... Rutenfranz
- Lope de Vega: A magyarországi fenevad... Lauro
- Mesterházi Lajos: Pesti emberek... András
- Hochwälder: A szent kísérlet... José Bustillos földesúr
- Csörsz István: Kék a tenger... Cézár
- Illyés Gyula: Fáklyaláng... Ihász Dániel
- Görgey Gábor: Huzatos ház... Rábay Ödön
- George Axelrod: Good-Bye Charlie!... Leopold Mayerling
- Lengyel Menyhért: Ninocska... Pugacsov
- Görgey Gábor: Szexbogyó... Mizsei Lajos
- Vinkó József: Justitia kombinéban... Sárosi Miklós
- Zsudi József: Egy füst alatt
- Várkonyi–Balogh: Szupermancs... Apu
- Mirande–Quinson: Az utolsó bölény... Keresztapa
- Joffo: Micsoda család!... Raymond

## Filmjei
| - A tettes ismeretlen (1957) – Szalóky Sándor - Fekete szem éjszakája (1959) – Rigó Jancsi - A veréb is madár (1968) – Főportás - Hét tonna dollár (1973) – Roger úr | - Kérem a következőt! III. (1983) – Fekete párduc (hang) - Csipike, az óriás törpe (1984) – Bőgő (hang) - Éljen Szervác! (1986) – Leopárd (hang) - Macskafogó (1986) – Nero Von Schwarz (hang) - Csillagvitéz (1987) – Uraság / Szkáráoszki (hang) - Az ember tragédiája (1993) (hang) - Ének a csodaszarvasról (2001) (hang) |

### Tévéfilmek
- Még néhány perc és éjfélt üt az óra…
- Rab Ráby (1964) – Francia tiszt
- Az asszony és az igazság (1966)
- Princ, a katona (1966) – Kocka
- Veszedelmes labdacsok (1966) – Bobby Sheldon
- A százegyedik szenátor 1-3. (1967) – McDonald
- Az OP-ART kalap (1967) – Fotós
- Könnyű kis gyilkosság (1967)
- Az aranykesztyű lovagjai 1-5. (1968) – Sam Todd
- Isten óvd a királyt (1968)
- Vigyori (1968)
- A fekete város 1-7. (1971) – Esterházy nádor
- Szép maszkok (1973)
- Az éhes hajó (1974) – Péter
- Ficzek úr (1974)
- Sári bíró (1974)
- Tériszony (1974; rövid tévéjáték)
- Vacsora a hadiszálláson (1974) – Krilov
- Vallomások (1974)
- A harmadik határ (Trzecia granica) 1-8. (1975)
- Hogyan viseljük el szerelmi bánatunkat?!… (1975)
- Szépség Háza (1975)
- Zenés TV Színház: Egy csók és más semmi (1975)
- A 78-as autóbusz útvonala – Kis kitérővel (1976) – Utas
- Süt a hold (1976; rövid tévéjáték)
- A bunker 1-3. (1977) – Lorrain ezredes
- Az Úristen serlege (1977)
- Humor-morzsák… (1977)
- Az ünnepelt (1978)
- Csak egy csap (1979) – Ellenőr
- Drága jótevőnk (1979)
- Ítélet előtt – 9. rész: Kezdők (1980)
- A névtelen vár 1-6. (1981) – Henry
- Ligeti legendák 1-2. (1981)
- Csak semmi politika (1982)
- Három kövér (1983)[7] – Moderató
- Egy lócsiszár virágvasárnapja (1984)
- Tizenötezer pengő jutalom (1985) – Kövér
- Új Gálvölgyi Show (1991)
- Aranyoskáim (1996)
- Kisváros (1997) – Karsai

## Szinkronszerepei

### Filmek
| Év   | Cím                                                                                        | Szereplő                                                      | Színész                 | Szinkron év |
| ---- | ------------------------------------------------------------------------------------------ | ------------------------------------------------------------- | ----------------------- | ----------- |
| ?    | A férfi, aki lelőtte John Lennont                                                          | N/A                                                           | N/A                     | 1989        |
| 1930 | A gyilkos                                                                                  | Másik férfi a tárgyaláson                                     | N/A                     | 1999        |
| 1931 | Címlapsztori                                                                               | Woodenshoes                                                   | Spencer Charters        | 1996        |
| 1934 | A Vörös Pimpernel                                                                          | N/A                                                           | N/A                     | 1993        |
| 1934 | Liliom                                                                                     | N/A                                                           | N/A                     | 1999        |
| 1935 | Anna Karenina                                                                              | Karenin                                                       | Basil Rathbone          | 1974        |
| 1935 | Bűn és bűnhődés                                                                            | Vizsgálóbíró                                                  | Harry Baur              | 1995        |
| 1935 | Eladó kísértet                                                                             | N/A                                                           | N/A                     | 1979        |
| 1936 | A könnyűlovasság                                                                           | Sir Charles Macefield                                         | Henry Stephenson        | 1994        |
| 1936 | Charlie Chan a lóversenyen                                                                 | George Chester                                                | Alan Dinehart           | 1987        |
| 1936 | Charlie Chan titka                                                                         | Bowen professzor                                              | Arthur Edmund Carewe    | 1986        |
| 1936 | Rokonok                                                                                    | N/A                                                           | N/A                     | 1981        |
| 1936 | Rómeó és Júlia                                                                             | Páris, ifjú nemes úrfi, a herceg atyjafia                     | Ralph Forbes            | 1965        |
| 1937 | Fiatal és ártatlan                                                                         | Telefonáló rendőr                                             | N/A                     | 1992        |
| 1938 | Pygmalion                                                                                  | George Pickering ezredes                                      | Scott Sunderland        | 1978        |
| 1939 | Jamaica fogadó (1. magyar szinkron)                                                        | Vendég a vacsorán                                             | Basil Radford           | 1992        |
| 1941 | Modern Pimpernel                                                                           | A munkaszolgálatosok őre                                      | Richard George          | 1979        |
| 1941 | Új ritmus                                                                                  | N/A                                                           | N/A                     | 1976        |
| 1942 | Lenni vagy nem lenni (2. magyar szinkron)                                                  | Schultz kapitány                                              | Henry Victor            | 1979        |
| 1943 | Szahara                                                                                    | Tambul főtörzsőrmester                                        | Rex Ingram              | 1981        |
| 1944 | Nappalok és éjszakák                                                                       | Vanyin                                                        | Danyiil Szagal          | 1974        |
| 1946 | Az élet csodaszép (1. magyar szinkron)                                                     | Tom, ügyfél a Building and Loan Kölcsön- és Telekügynökségnél | Edward Keane            | 1985        |
| 1946 | Halálos ölelés (2. magyar szinkron)                                                        | Bonnemain                                                     | Charles Lemontier       | 1995        |
| 1948 | Lámpaláz az arénában                                                                       | Banderillero                                                  | Cesare Polacco          | 1992        |
| 1948 | Lámpaláz az arénában                                                                       | Férfi a Nápolyi Hírlapnál                                     | N/A                     | 1992        |
| 1949 | A főfelügyelő (2. magyar szinkron)                                                         | Kovacs                                                        | Alan Hale               | 1998        |
| 1949 | Ádám bordája                                                                               | N/A                                                           | N/A                     | 1994        |
| 1951 | Az alvajáró Bonifác (2. magyar szinkron)                                                   | Az áruház igazgatója                                          | Raoul Marco             | 1994        |
| 1952 | Bűntanya (2. magyar szinkron)                                                              | N/A                                                           | N/A                     | 1995        |
| 1952 | Hölgy kaméliák nélkül                                                                      | Kliens #2                                                     | N/A                     | 1981        |
| 1953 | Afrika kincse (1. magyar szinkron)                                                         | Harry                                                         | Edward Underdown        | 1992        |
| 1953 | Elsőszámú közellenség (2. magyar szinkron)                                                 | Teherautó-sofőr, aki felveszi Joe-t                           | Jean Clarieux           | 1981        |
| 1954 | A bolond-gyógyász                                                                          | Don Raffaello                                                 | Carlo Ninchi            | 1992        |
| 1954 | A rakparton                                                                                | N/A                                                           | N/A                     | 1979        |
| 1954 | Vörös és fekete (1. magyar szinkron)                                                       | N/A                                                           | N/A                     | 1965        |
| 1955 | A világ legszebb asszonya                                                                  | N/A                                                           | N/A                     | 1980        |
| 1955 | Az aranykezű férfi (1. magyar szinkron)                                                    | N/A                                                           | N/A                     | 1992        |
| 1955 | Velence, nyár, szerelem                                                                    | Mr. McIlhenny                                                 | MacDonald Parke         | 1998        |
| 1956 | Ember született                                                                            | N/A                                                           | N/A                     | 1958        |
| 1956 | Nem futhatsz el előle                                                                      | N/A                                                           | N/A                     | 1968        |
| 1956 | Valaki odafönt                                                                             | Lou Stillman                                                  | Matt Crowley            | 1994        |
| 1957 | A hetedik pecsét                                                                           | Jonas Skat, a színész                                         | Erik Strandmark         | 1993        |
| 1957 | A spessarti fogadó                                                                         | Rablóvezér                                                    | Carlos Thompson         | 1970        |
| 1957 | A St. Louis-i lélek                                                                        | E. Lansing Ray, a St. Louis-i Demokrata Lapok szerkesztője    | Maurice Manson          | 1992        |
| 1957 | Át a hídon                                                                                 | Paul Scarff                                                   | Bill Nagy               | 1981        |
| 1957 | Casino de paris (2. magyar szinkron)                                                       | Mario                                                         | Grégoire Aslan          | 1994        |
| 1957 | Csendes Don (1. magyar szinkron)                                                           | Buncsuk                                                       | Pjotr Csernov           | 1958        |
| 1957 | Egy arc a tömegben                                                                         | J.B. Jeffries                                                 | Howard Smith            | 1994        |
| 1957 | Egy párizsi lány                                                                           | Nagykövet                                                     | Harry-Max               | 1994        |
| 1957 | Fekete arany                                                                               | Emil                                                          | Manole Teodorescu-Badia | 1958        |
| 1957 | Megmentettem az életemet                                                                   | Színházjegyszedő                                              | N/A                     | 1982        |
| 1957 | Szállnak a darvak                                                                          | Mark                                                          | Alekszandr Svorin       | 1958        |
| 1958 | Hüvelyk Matyi (4. magyar szinkron)                                                         | Városi kikiáltó                                               | Peter Bull              | 1997        |
| 1959 | A halálhajó                                                                                | Lawski                                                        | Mario Adorf             | 1966        |
| 1959 | Fehérnemű-hadművelet                                                                       | Watson hadnagy                                                | Robert Gist             | 1979        |
| 1959 | Van, aki forrón szereti (1. magyar szinkron)                                               | Mulligan felügyelő                                            | Pat O’Brien             | 1971        |
| 1960 | A matador                                                                                  | Gustero, ékszerész                                            | Mario Scaccia           | 2000        |
| 1960 | A tréfacsináló                                                                             | Guillaume Berlon                                              | Georges Wilson          | 1980        |
| 1960 | Az utolsó tanú (2. magyar szinkron)                                                        | N/A                                                           | N/A                     | 1973        |
| 1960 | Butterfield 8 (2. magyar szinkron)                                                         | Bingham Smith                                                 | Jeffrey Lynn            | 1998        |
| 1960 | Egy asszony meg a lánya (2. magyar szinkron)                                               | Filippo, Michele apja                                         | Carlo Ninchi            | 1981        |
| 1960 | Finom kis börtön…                                                                          | Dörzsölt Lane                                                 | Peter Sellers           | 1965        |
| 1960 | Menekülésre ítélve                                                                         | A magándetektív iroda főnöke                                  | Jean-Pierre Zola        | 1993        |
| 1960 | Rutledge őrmester                                                                          | Dwyer kapitány                                                | William Henry           | 1981        |
| 1961 | A kék emberek titka (1. magyar szinkron)                                                   | N/A                                                           | N/A                     | 1990        |
| 1961 | Csak ketten játszhatják (3. magyar szinkron)                                               | Bill                                                          | John Arnatt             | 1983        |
| 1961 | Egy nehéz élet (2. magyar szinkron)                                                        | Főszerkesztő a lapkiadóban                                    | N/A                     | 1992        |
| 1961 | Egy, kettő, három (1. magyar szinkron)                                                     | Droste Schattenburg gróf                                      | Hubert von Meyerinck    | 1997        |
| 1961 | Ítélet Nürnbergben (2. magyar szinkron)                                                    | Werner Lampe, védőbíró                                        | Torben Meyer            | 2001        |
| 1961 | Monte Cristo grófja (2. magyar szinkron)                                                   | N/A                                                           | N/A                     | 1998        |
| 1962 | Az Ezüst-tó kincse (1. magyar szinkron)                                                    | Hilton                                                        | Ilija Ivezic            | 1977        |
| 1962 | Lolita                                                                                     | N/A                                                           | N/A                     | 1994        |
| 1962 | Mi történt Baby Jane-nel?                                                                  | N/A                                                           | N/A                     | 1985        |
| 1962 | Mr. Hobbs szabadságra megy (2. magyar szinkron)                                            | Reggie McHugh                                                 | Reginald Gardiner       | 1985        |
| 1963 | A fontos személyek                                                                         | Repülőtér igazgató                                            | Michael Hordern         | 1997        |
| 1963 | Banánhéj (2. magyar szinkron)                                                              | Raymond Lachard                                               | Gert Fröbe              | 1990        |
| 1963 | Bolond, bolond világ (1. magyar szinkron)                                                  | Rancho Conejo torony rádiós operátora                         | Jesse White             | 1977        |
| 1963 | Délutáni látogatás                                                                         | Fritz Scheffler, a sógor                                      | Günter Mack             | 1965        |
| 1963 | Két pár texasi (1. magyar szinkron)                                                        | George herceg, fuvaros                                        | Edric Connor            | 1983        |
| 1963 | Vigyázat, feltaláló!                                                                       | Murdock bíró                                                  | Charles Ruggles         | 1992        |
| 1964 | A Mississippi fekete angyala                                                               | N/A                                                           | N/A                     | 1989        |
| 1964 | A sárga Rolls-Royce                                                                        | Albán nagykövet                                               | Grégoire Aslan          | 1997        |
| 1964 | Alain és a néger                                                                           | ?                                                             | ?                       | 1966        |
| 1964 | Bolondos história (1. magyar szinkron)                                                     | Hrabe                                                         | Eduard Kohout           | 1965        |
| 1964 | Dr. Strangelove (1. magyar szinkron)                                                       | N/A                                                           | N/A                     | 1992        |
| 1964 | Emil és a detektívek                                                                       | Desk rendőrfőnök                                              | Franz Nicklisch         | 1993        |
| 1964 | Folytassa, Jack! (2. magyar szinkron)                                                      | Hook, a kalóz                                                 | Ed Devereaux            | 1981        |
| 1964 | James Bond 03.: Goldfinger (1. magyar szinkron)                                            | Smithers ezredes                                              | Richard Vernon          | 1997        |
| 1964 | Tökmagevő                                                                                  | Izrael királya                                                | Frank Singuineau        | 1982        |
| 1965 | A domb                                                                                     | Martin                                                        | Tony Caunter            | 1966        |
| 1965 | A halál ötven órája                                                                        | Burke őrnagy                                                  | Charles Stalmaker       | 1976        |
| 1965 | A napisten piramisa (2. magyar szinkron)                                                   | Potoca hadnagy                                                | Gustavo Rojo            | 1993        |
| 1965 | Az aztékok kincse (2. magyar szinkron)                                                     | Potoca hadnagy                                                | Gustavo Rojo            | 1993        |
| 1965 | Azok a csodálatos férfiak a repülő masináikban                                             | Emilio Ponticelli báró                                        | Alberto Sordi           | 1977        |
| 1965 | Háború és béke – 1. rész: Andrej Bolkonszkij                                               | N/A                                                           | N/A                     | 1967        |
| 1965 | Help!                                                                                      | Clang                                                         | Leo McKern              | 1993        |
| 1965 | Hogyan öljük meg a feleségünket? (1. magyar szinkron)                                      | Trial bíró                                                    | Howard Wendell          | 1997        |
| 1965 | Nehézfiúk                                                                                  | Lucien Therraz                                                | Nick Stephanini         | 1991        |
| 1966 | A Quiller jelentés (2. magyar szinkron)                                                    | N/A                                                           | N/A                     | 1999        |
| 1966 | A tábornokok éjszakája                                                                     | Von Stauffenberg                                              | Gérard Buhr             | 1983        |
| 1966 | Brancaleone ármádiája                                                                      | N/A                                                           | N/A                     | 1983        |
| 1966 | Riporterek gyöngye (2. magyar szinkron)                                                    | Ernest Corcoran                                               | Derek Francis           | 1995        |
| 1966 | Sógorom, a zugügyvéd (1. magyar szinkron)                                                  | Férfi a bárban                                                | Robert DoQui            | 1968        |
| 1966 | Spanyol pillangó                                                                           | Dr. Fritz Gerlach                                             | Gunnar Möller           | 1970        |
| 1967 | Casino Royale                                                                              | Ransome                                                       | William Holden          | 1998        |
| 1967 | Nyugodjanak békében                                                                        | N/A                                                           | N/A                     | 1981        |
| 1968 | Az Angyal – VI/1. rész: Ember tervez                                                       | Halottkém                                                     | Geoffrey Lumsden        | 1997        |
| 1968 | Az Angyal – VI/17. rész: A kártyajáték (2. magyar szinkron)                                | Boris                                                         | Willoughby Goddard      | 1997        |
| 1968 | Egy remete Rómában                                                                         | Pietro Breccia                                                | Vittorio Gassman        | 1976        |
| 1968 | Jöttem, láttam, lőttem (2. magyar szinkron)                                                | Miguel, Rosario apja                                          | N/A                     | 1997        |
| 1968 | Kicsoda ön, Mr. Fox?                                                                       | Ügyvéd                                                        | Ryszard Filipski        | 1970        |
| 1968 | Lány a pisztollyal                                                                         | Vincenzo Macaluso                                             | Carlo Giuffrè           | 1970        |
| 1968 | Madigan (2. magyar szinkron)                                                               | Earl Griffin                                                  | Lloyd Gough             | 1995        |
| 1968 | San Franciscó-i zsaru (1. magyar szinkron)                                                 | N/A                                                           | N/A                     | 1986        |
| 1969 | A filatelista halála                                                                       | George Vacsnadze nyomozó                                      | Ramaz Cshikvadze        | 1971        |
| 1969 | A hatalom ára                                                                              | Wallace                                                       | Michael Harvey          | 1989        |
| 1969 | A lovakat lelövik, ugye?                                                                   | Rollo                                                         | Michael Conrad          | 1980        |
| 1969 | A szicíliaiak klánja (1. magyar szinkron)                                                  | Wilson felügyelő                                              | Steve Eckardt           | 1971        |
| 1969 | Nemo kapitány és a víz alatti város                                                        | Hajóskapitány                                                 | John Moore              | 1973        |
| 1969 | Topáz (1. magyar szinkron)                                                                 | Jean Chabrier                                                 | Roger Til               | 1997        |
| 1969 | Vad banda (1. magyar szinkron)                                                             | Pike Bishop                                                   | William Holden          | 1986        |
| 1969 | Vesztesek és győztesek                                                                     | Branddt őrnagy                                                | Demeter Bitenc          | 1994        |
| 1970 | Az ügyvéd (2. magyar szinkron)                                                             | N/A                                                           | N/A                     | 1980        |
| 1970 | Az üstökösön (1. magyar szinkron)                                                          | ?                                                             | ?                       | 1974        |
| 1970 | Bűn és bűnhődés                                                                            | Razumihin                                                     | Alekszandr Pavlov       | 1970        |
| 1970 | Egy kezdő hóhér első ügye                                                                  | N/A                                                           | N/A                     | 1991        |
| 1970 | Hogyan mondjam meg a gyermekemnek?                                                         | Tanár                                                         | N/A                     | 1974        |
| 1970 | Kis nagy ember (2. magyar szinkron)                                                        | N/A                                                           | N/A                     | 1982        |
| 1970 | Maigret felügyelő nyomoz – IV/3. rész: Maigret                                             | Eugène                                                        | Jean Valmence           | 1978        |
| 1970 | Szamárbőr                                                                                  | Az orvos                                                      | Henri Crémieux          | 1998        |
| 1970 | Veszélyes riport                                                                           | N/A                                                           | N/A                     | 1975        |
| 1970 | Vizsgálat egy minden gyanú felett álló polgár ügyében                                      | Augusta férje                                                 | Massimo Foschi          | 1971        |
| 1970 | Waterloo                                                                                   | Sir Thomas Picton tábornok                                    | Jack Hawkins            | 1980        |
| 1971 | Az Anderson-magnószalagok                                                                  | Tommy Haskins                                                 | Martin Balsam           | 1977        |
| 1971 | Az egymillió dolláros kacsa                                                                | Bankelnök                                                     | Vaughn Taylor           | 1993        |
| 1971 | Az ördög jobb és bal keze 2.                                                               | Farmer                                                        | Enzo Fiermonte          | 1992        |
| 1971 | Az utolsó mozielőadás                                                                      | N/A                                                           | N/A                     | 1978        |
| 1971 | Egy marék dinamit                                                                          | N/A                                                           | N/A                     | 1984        |
| 1971 | Halálos csapda                                                                             | N/A                                                           | N/A                     | 1988        |
| 1971 | Kötél és arany                                                                             | Öregember                                                     | José Jaspe              | 1999        |
| 1971 | Minden lében két kanál – 4. rész: Cserelord (3. magyar szinkron)                           | Sir John Hassocks                                             | Andrew Keir             | 1997        |
| 1971 | Minden lében két kanál – 8. rész: Játszani tudni kell                                      | Sir Maxwell Dean                                              | Richard Vernon          | 1997        |
| 1971 | Minden lében két kanál – 15. rész: Rizikófaktor (2. magyar szinkron)                       | Adler ezredes                                                 | David Healy             | 1984        |
| 1971 | Nászéjszaka a börtönben                                                                    | Kopasz cellatárs                                              | N/A                     | 1979        |
| 1971 | Öld meg Cartert!                                                                           | N/A                                                           | N/A                     | 1996        |
| 1971 | Puskaporos hordó                                                                           | N/A                                                           | N/A                     | 1979        |
| 1972 | A rendőrség megköszöni (2. magyar szinkron)                                                | Armani, ügyvéd                                                | Corrado Gaipa           | 1983        |
| 1972 | Alice Csodaországban                                                                       | Álteknőc                                                      | Michael Hordern         | 1995        |
| 1972 | Amit tudni akarsz a szexről… (de sosem merted megkérdezni)                                 | Dr. Ross                                                      | Gene Wilder             | 1984        |
| 1972 | Az 5. hatalom (2. magyar szinkron)                                                         | Verzi                                                         | Elio Zamuto             | 1991        |
| 1972 | Balszerencsés Alfréd (1. magyar szinkron)                                                  | Kid Barrantin                                                 | Mario David             | 1974        |
| 1972 | Chato földje (1. magyar szinkron)                                                          | Gavin Malechie                                                | Roddy McMillan          | 1979        |
| 1972 | Folytassa, főnővér! (1. magyar szinkron)                                                   | Freddy                                                        | Bill Maynard            | 1981        |
| 1972 | Itt a fiú, hol a fiú (2. magyar szinkron)                                                  | Wilfred A. Sampson                                            | Edward Andrews          | 1996        |
| 1972 | Mr. Süket trükkjei (1. magyar szinkron)                                                    | N/A                                                           | N/A                     | 1982        |
| 1972 | Nyomozás egy rablógyilkosság ügyében                                                       | Felügyelő                                                     | Mico Cundari            | 1975        |
| 1972 | Solaris                                                                                    | N/A                                                           | N/A                     | 1976        |
| 1973 | A Dibbedidapp mulató                                                                       | ?                                                             | Ernst Seiltgen          | 1976        |
| 1973 | A hosszú búcsú                                                                             | Pepe                                                          | Pepe Callahan           | 1974        |
| 1973 | A rejtelmes sziget (3. magyar szinkron)                                                    | Bonaventure Pencroft                                          | Jess Hahn               | 1989        |
| 1973 | A rendőrség csak áll és néz                                                                | Emberrabló                                                    | N/A                     | 1975        |
| 1973 | A Sakál napja                                                                              | A kihallgató                                                  | Vernon Dobtcheff        | 1981        |
| 1973 | A zöld rendszámtábla                                                                       | ?                                                             | Ernst Seiltgen          | 1976        |
| 1973 | Anna                                                                                       | Christian                                                     | Karl-Heinz von Hassel   | 1976        |
| 1973 | Az ötödik támadás                                                                          | N/A                                                           | N/A                     | 1984        |
| 1973 | Egyedül Münchenben                                                                         | ?                                                             | Ernst Seiltgen          | 1976        |
| 1973 | Dolgozók iskolája                                                                          | N/A                                                           | N/A                     | 1975        |
| 1973 | Két Balláb az ezredben – avagy hogyan járultam hozzá Hitler bukásához (1. magyar szinkron) | N/A                                                           | N/A                     | 1980        |
| 1973 | Papírhold (1. magyar szinkron)                                                             | Beau, Hardin helyettese                                       | Floyd Mahaney           | 1980        |
| 1973 | Pat Garrett és Billy, a kölyök (első-két magyar szinkron)                                  | Lemuel                                                        | Chill Wills             | 1991        |
| 1973 | Pat Garrett és Billy, a kölyök (első-két magyar szinkron)                                  | Lemuel                                                        | Chill Wills             | 1999        |
| 1973 | Piszkos Harry 2.: A Magnum ereje                                                           | Nat Weinstein                                                 | Maurice Argent          | 1993        |
| 1973 | Sivatagban, őserdőben                                                                      | Mr. Wladyslaw Tarkowski                                       | Stanisław Jasiukiewicz  | 1975        |
| 1973 | Tom Sawyer kalandjai                                                                       | Indián Joe                                                    | Vic Morrow              | 1976        |
| 1974 | A vád                                                                                      | ?                                                             | ?                       | 1977        |
| 1974 | Ahová lépek, ott fű nem terem                                                              | Lila autó sofőrje                                             | Jean-Marie Proslier     | 1978        |
| 1974 | Airport ’75 (1. magyar szinkron)                                                           | Scott barátja                                                 | Gene Dynarski           | 1986        |
| 1974 | Az előkelő alvilág                                                                         | Michele Parrino felügyelő                                     | Enrico Maria Salerno    | 1976        |
| 1974 | Az Odessa-dosszié (1. magyar szinkron)                                                     | N/A                                                           | N/A                     | 1993        |
| 1974 | Fényes nyergek (2. magyar szinkron)                                                        | N/A                                                           | N/A                     | 2003        |
| 1974 | Gyorsított eljárás                                                                         | Újságíró #1                                                   | N/A                     | 1975        |
| 1974 | Kémek                                                                                      | Lippet testőre                                                | Larry Taylor            | 1991        |
| 1974 | Petrocelli – I/3. rész: Beszámíthatatlanság okán                                           | Edgar Richardson                                              | Rory Calhoun            | 1993        |
| 1974 | Piedone 2.: Piedone Hongkongban (1. magyar szinkron)                                       | Jho nagydarab társa                                           | Claudio Ruffini         | 1977        |
| 1974 | Piedone 2.: Piedone Hongkongban (1. magyar szinkron)                                       | Giovanni, a börtönfoglár                                      | N/A                     | 1977        |
| 1974 | Pokoli torony                                                                              | Tűzoltóparancsnok                                             | Ross Elliott            | 1989        |
| 1974 | Puha ágyak, kemény csaták (2. magyar szinkron)                                             | N/A                                                           | N/A                     | 1996        |
| 1974 | Rózsaszín párduc 4.: A rózsaszín párduc visszatér (1. magyar szinkron)                     | Múzeumi idegenvezető                                          | Nadim Sawalha           | 1983        |
| 1974 | Sugarlandi hajtóvadászat (1. magyar szinkron)                                              | Részeg férfi                                                  | Buster Daniels          | 1996        |
| 1974 | Szenzáció!                                                                                 | N/A                                                           | N/A                     | 1980        |
| 1974 | Szép remények (2. magyar szinkron)                                                         | Jaggers                                                       | Anthony Quayle          | 1993        |
| 1974 | Váltságdíj                                                                                 | Joe                                                           | Richard Hampton         | 1982        |
| 1975 | A bíró és a hóhér                                                                          | Dr. Lutz                                                      | Gabriele Ferzetti       | 1981        |
| 1975 | A három megcsúfolt férj                                                                    | N/A                                                           | N/A                     | 1983        |
| 1975 | Burattino kalandjai                                                                        | N/A                                                           | N/A                     | 1980        |
| 1975 | Cogburn, a békebíró (1. magyar szinkron)                                                   | Parker bíró                                                   | John McIntire           | 1996        |
| 1975 | Félelem a város felett                                                                     | N/A                                                           | N/A                     | 1995        |
| 1975 | Felkavart víz                                                                              | Orest, a szállodai bárpul                                     | N/A                     | 1977        |
| 1975 | Javíthatatlan (1. magyar szinkron)                                                         | Férfi a hajón                                                 | N/A                     | 1978        |
| 1975 | Kánikulai délután (1. magyar szinkron)                                                     | Howard                                                        | John Marriott           | 1986        |
| 1975 | 2:1 a rendőrség javára – II/4. rész: Menekülés                                             | Arnold Matofski rendőrfőfelügyelő                             | Gert Günther Hoffmann   | 1987        |
| 1975 | Nem is olyan rossz ember…                                                                  | N/A                                                           | N/A                     | 1983        |
| 1975 | Pantaleón és a hölgyvendégek                                                               | Ezredes                                                       | N/A                     | 1979        |
| 1975 | Petrocelli – II/10. rész: Ördögi arcok                                                     | John Kelly                                                    | Fred Beir               | 1993        |
| 1975 | Szamár és rózsa                                                                            | Pálinkás                                                      | Gérard Darrieu          | 1981        |
| 1975 | Szöktetés (1. magyar szinkron)                                                             | Rendőr                                                        | William B. White        | 1977        |
| 1975 | Utcalányok                                                                                 | N/A                                                           | N/A                     | 1980        |
| 1975 | Veszélyes szelek                                                                           | N/A                                                           | N/A                     | 1979        |
| 1976 | Az elveszett meccs                                                                         | N/A                                                           | N/A                     | 1981        |
| 1976 | Buffalo Bill és az indiánok                                                                | Prentiss Ingraham                                             | Allan F. Nicholls       | 1979        |
| 1976 | Elismerés                                                                                  | Nyikolaj Repnyin                                              | Nyikita Podgornij       | 1977        |
| 1976 | Ellenségem holtteste (első-két magyar szinkron)                                            | La Roche-Bernard                                              | Jean Turlier            | 1996        |
| 1976 | Ellenségem holtteste (első-két magyar szinkron)                                            | Nagydarab bíró                                                | N/A                     | 2000        |
| 1976 | Flor asszony és két férje (1. magyar szinkron)                                             | Dr. Teodoro Madureira                                         | Mauro Mendonça          | 1982        |
| 1976 | Hálózat (1. magyar szinkron)                                                               | N/A                                                           | N/A                     | 1986        |
| 1976 | Hegyi ember                                                                                | McCollough                                                    | Cliff Osmond            | 1990        |
| 1976 | Logan futása (1. magyar szinkron)                                                          | Box                                                           | Roscoe Lee Browne       | 1997        |
| 1976 | Mondd, hogy mindent megteszel értem!                                                       | Felegatti                                                     | Enzo Robutti            | 1980        |
| 1976 | Suttogó halál                                                                              | Dizaki                                                        | Harry Makela            | 1992        |
| 1976 | Szárnyát vagy combját?                                                                     | Jacques Tricatel                                              | Julien Guiomar          | 1991        |
| 1977 | 2:1 a rendőrség javára – III/6. rész                                                       | Arnold Matofski rendőrfőfelügyelő                             | Gert Günther Hoffmann   | 1988        |
| 1977 | A dominó-elv                                                                               | Ditcher                                                       | Ken Swofford            | 1978        |
| 1977 | A férfi, aki szerette a nőket (2. magyar szinkron)                                         | N/A                                                           | N/A                     | 1986        |
| 1977 | A kicsi kocsi Monte Carlóba megy (2. magyar szinkron)                                      | Emile, Franciaország főfelügyelője                            | Alan Caillou            | 1994        |
| 1977 | Annie Hall                                                                                 | Brooklyni doktor                                              | Chris Gampel            | 1980        |
| 1977 | Az állat (1. magyar szinkron)                                                              | Fechner, producer                                             | Julien Guiomar          | 1994        |
| 1977 | Corey                                                                                      | N/A                                                           | N/A                     | 1981        |
| 1977 | Egy maréknyi remény                                                                        | Albert Neuenfeld                                              | Dieter Franke           | 1982        |
| 1977 | Egy másik férfi, egy másik nő (1. magyar szinkron)                                         | Jeanne apja                                                   | Jean-François Rémi      | 1980        |
| 1977 | Goodbye és ámen                                                                            | N/A                                                           | N/A                     | 1978        |
| 1977 | Gulliver utazásai (1. magyar szinkron)                                                     | Miniszter (hang)                                              | N/A                     | 1977        |
| 1977 | Fayard bíró, akit seriffnek hívtak                                                         | N/A                                                           | N/A                     | 1978        |
| 1977 | James Bond 10.: A kém, aki szeretett engem                                                 | Anatol Gogol tábornok                                         | Walter Gotell           | 1999        |
| 1977 | Julie, a levakarhatatlan (1. magyar szinkron)                                              | Heinzel                                                       | Reinhard Kolldehoff     | 1994        |
| 1977 | Szeresd, vagy hagyd el                                                                     | N/A                                                           | N/A                     | 1978        |
| 1977 | Utasok (1. magyar szinkron)                                                                | Boetani                                                       | Adolfo Celi             | 1988        |
| 1977 | Zűrzafír, avagy hajsza a kék tapírért                                                      | Markov őrmester                                               | Peter Ustinov           | 1995        |
| 1978 | 39 lépcsőfok (1. magyar szinkron)                                                          | Miller                                                        | James Garbutt           | 1985        |
| 1978 | A bíróságon ismét találkozunk                                                              | Védő                                                          | Walther Reyer           | 1983        |
| 1978 | Amikor minden nap július 4-e volt                                                          | Albert Cavanaugh, a „Hóember”                                 | Geoffrey Lewis          | 1993        |
| 1978 | Az urán összeesküvés                                                                       | N/A                                                           | N/A                     | 1992        |
| 1978 | Kaliforniai lakosztály                                                                     | Dr. Willis Panama                                             | Bill Cosby              | 1980        |
| 1978 | Macska az űrből (1. magyar szinkron)                                                       | Becsületes Harry                                              | Tom Pedi                | 1994        |
| 1978 | Mindenáron vesztes (1. magyar szinkron)                                                    | Tank Murdock                                                  | Walter Barnes           | 1993        |
| 1978 | Ómen 2.                                                                                    | Richard Thorn                                                 | William Holden          | 1995        |
| 1978 | Severino                                                                                   | Cowboy #1                                                     | N/A                     | 1979        |
| 1978 | Szegény zsebtolvaj                                                                         | N/A                                                           | N/A                     | 1983        |
| 1978 | Zugügyvéd zavarban                                                                         | Férfi az étteremben                                           | N/A                     | 1981        |
| 1979 | A csendőr 5.: A csendőr és a földönkívüliek                                                | Topsi csendőr                                                 | Jean-Pierre Rambal      | 1991        |
| 1979 | A világ vége: Isztambul                                                                    | N/A                                                           | N/A                     | 1983        |
| 1979 | Ali baba és a negyven rabló                                                                | Vezér                                                         | Rolan Bikov             | 1983        |
| 1979 | Almagombóc banda 2.                                                                        | Big Mac                                                       | Jack Elam               | 1992        |
| 1979 | Az életrevaló kismalac                                                                     | N/A                                                           | N/A                     | 1982        |
| 1979 | Az újságíró                                                                                | N/A                                                           | N/A                     | 1984        |
| 1979 | Egy dühös ember                                                                            | N/A                                                           | N/A                     | 1992        |
| 1979 | I, mint Ikarusz                                                                            | Keller, Sanio ügyvédje                                        | Louis Navarre           | 1981        |
| 1979 | Késői szerelem                                                                             | ?                                                             | ?                       | 1984        |
| 1979 | Messidor (1. magyar szinkron)                                                              | N/A                                                           | N/A                     | 1983        |
| 1979 | Ostoba, de fegyelmezett                                                                    | Személyzeti főnök                                             | Jean Rougerie           | 1994        |
| 1979 | Piedone 4.: Piedone Egyiptomban (1. magyar szinkron)                                       | Tárlatvezető a múzeumban                                      | N/A                     | 1981        |
| 1980 | 26 nap Dosztojevszkij életéből                                                             | Ifj. Uralov, a hármas kerület helyettes rendőrbiztosa         | Jurij Medvegyev         | 1982        |
| 1980 | A gyilkos héja (2. magyar szinkron)                                                        | Gort, az óriás                                                | Bernard Bresslaw        | 1989        |
| 1980 | A képlet                                                                                   | Siebold professzor                                            | Ferdy Mayne             | 1992        |
| 1980 | A kicsi kocsi legújabb kalandjai (2. magyar szinkron)                                      | Fő utaskísérő                                                 | Fritz Feld              | 1993        |
| 1980 | A lóvátett város                                                                           | Külföldi                                                      | Robert Preston          | 1982        |
| 1980 | Airplane!                                                                                  | Férfi a taxiban                                               | Howard Jarvis           | 1987        |
| 1980 | Atlantic City, USA                                                                         | Fred                                                          | John McCurry            | 1982        |
| 1980 | Blues Brothers (2. magyar szinkron)                                                        | Matt „Guitar” Murphy                                          | Matt „Guitar” Murphy    | 1995        |
| 1980 | Éretlenek                                                                                  | Tanár, aki elmondja Juliennek, hogy megbukott                 | N/A                     | 1980        |
| 1980 | Határsáv (1. magyar szinkron)                                                              | Henry Lydell                                                  | Michael Lerner          | 1988        |
| 1980 | Szökés a halál elől (1. magyar szinkron)                                                   | N/A                                                           | N/A                     | 1982        |
| 1980 | Végső visszaszámlálás                                                                      | Felderítőgép rádiósa                                          | N/A                     | 1982        |
| 1980 | Zálogocska                                                                                 | Morris                                                        | Alvin Hammer            | 1996        |
| 1981 | A Bushido-penge (1. magyar szinkron)                                                       | Matthew Perry sorhajókapitány                                 | Richard Boone           | 1995        |
| 1981 | A kán dicsősége                                                                            | Aszparuh kán apja                                             | N/A                     | 1988        |
| 1981 | Alberta és Alice                                                                           | Telvi                                                         | Alexander May           | 1985        |
| 1981 | Egy zsaru bőréért (1. magyar szinkron)                                                     | Madrier felügyelő                                             | Jacques Pisias          | 1982        |
| 1981 | Életünket és vérünket                                                                      | N/A                                                           | N/A                     | 1986        |
| 1981 | Garni-zóna (1. magyar szinkron)                                                            | Tom Worley                                                    | Vern Taylor             | 1991        |
| 1981 | James Bond 12.: Szigorúan bizalmas                                                         | Anatol Gogol tábornok                                         | Walter Gotell           | 1996        |
| 1981 | Jövőre… ha minden jól megy                                                                 | N/A                                                           | N/A                     | 1992        |
| 1981 | Minden jót, kedvesem!                                                                      | Vakhtang / Givi / Data / Sió                                  | Vahtang Kikabidze       | 1986        |
| 1981 | Ne játssz a tűzzel!                                                                        | Biztos úr                                                     | N/A                     | 1991        |
| 1981 | Ragtime                                                                                    | N/A                                                           | N/A                     | 1985        |
| 1982 | A csendőr 6.: A csendőr és a csendőrlányok                                                 | Miniszter                                                     | Jean Turlier            | 1991        |
| 1982 | A forródrót                                                                                | Charlie Jackson                                               | James Booth             | 1988        |
| 1982 | A misszionárius                                                                            | Slatterthwaite                                                | Michael Hordern         | 1999        |
| 1982 | A postakocsi (1. magyar szinkron)                                                          | N/A                                                           | N/A                     | 1992        |
| 1982 | A S.A.S. kommandó                                                                          | Ira Potter tábornok                                           | Robert Webber           | 1991        |
| 1982 | Airplane 2. – A folytatás                                                                  | A légitársaság megbízottja                                    | John Dehner             | 1995        |
| 1982 | Átverés                                                                                    | Főnök a kaszinóban                                            | George Savalas          | 1985        |
| 1982 | Az egyiptomi utas                                                                          | Mérnök                                                        | Jean Dautremay          | 1984        |
| 1982 | Az eredeti csapda                                                                          | A férfi                                                       | Nando Gazzolo           | 1987        |
| 1982 | Gandhi                                                                                     | Az alkirály                                                   | John Mills              | 1984        |
| 1982 | Querelle                                                                                   | Nono                                                          | Günther Kaufmann        | 1996        |
| 1982 | Reggeli az ágyban                                                                          | Winter kapitány                                               | Günter Schubert         | 1985        |
| 1982 | Tűz a nyaralóban                                                                           | Kurt Diekmann rendőrfőfelügyelő                               | Hubert Suschka          | 1984        |
| 1982 | VI. Henrik – 1. rész                                                                       | Burgundia hercege                                             | Antony Brown            | 1987        |
| 1983 | A sebhelyesarcú                                                                            | Frank Lopez                                                   | Robert Loggia           | 1994        |
| 1983 | A sötétség árnyai                                                                          | Harold Parvis                                                 | John Grillo             | 1989        |
| 1983 | Az öltöztető                                                                               | N/A                                                           | N/A                     | 1992        |
| 1983 | Az ördög sokat tud                                                                         | Milan Horský                                                  | Jirí Sovák              | 1988        |
| 1983 | Jámbor lelkek külföldön                                                                    | Doktor                                                        | David Ogden Stiers      | 1988        |
| 1983 | James Bond 13.: Polipka (2. magyar szinkron)                                               | Clive őrnagy                                                  | Stuart Saunders         | 2001        |
| 1983 | Kasszafúrók                                                                                | Don Fernando                                                  | Edouard DeSoto          | 1995        |
| 1983 | Nyomás utána! (2. magyar szinkron)                                                         | Börtönigazgató                                                | Sid Raymond             | 1992        |
| 1983 | Titokban Hongkongban                                                                       | Őr a parkolóházban                                            | Joseph Niambi-Moé       | 1985        |
| 1984 | A Cartier-ügy                                                                              | J.J. Phonopolous                                              | Steve Peck              | 1992        |
| 1984 | A medúzák éve                                                                              | N/A                                                           | N/A                     | 1999        |
| 1984 | A Sólyom-sziget küldetés (1. magyar szinkron)                                              | J.P. Whittier                                                 | Donald Pleasence        | 1993        |
| 1984 | Az arany bűvöletében                                                                       | François Laroche-Fréon, bankigazgató                          | François Perrot         | 1993        |
| 1984 | Csobbanás (1. magyar szinkron)                                                             | Michaelson                                                    | Patrick Cronin          | 1993        |
| 1984 | Helló, Einstein!                                                                           | Weber                                                         | Ulrich Matschoss        | 1986        |
| 1984 | Indiana Jones 2.: Indiana Jones és a végzet temploma (első-két magyar szinkron)            | Blumburtt százados                                            | Philip Stone            | 1990        |
| 1984 | Indiana Jones 2.: Indiana Jones és a végzet temploma (első-két magyar szinkron)            | Blumburtt százados                                            | Philip Stone            | 2000        |
| 1984 | Kegyetlen románc                                                                           | Krurov                                                        | Akakij Vaszadze         | 1986        |
| 1984 | Miss Marple történetei 01.: Holttest a könyvtárszobában                                    | Reeve őrnagy                                                  | Stephen Churchett       | 1987        |
| 1984 | Nincs kettő négy nélkül                                                                    | Wonderbosch parancsnok                                        | Dary Reis               | 1986        |
| 1984 | Terminátor – A halálosztó (1. magyar szinkron)                                             | Kukásautó sofőrje                                             | Chino „Fats” Williams   | 1991        |
| 1984 | Sherlock Holmes kalandjai – 5. rész: A nyomorék                                            | James Barclay                                                 | Denys Hawthorne         | 1997        |
| 1984 | Tizenhat szál gyertya                                                                      | Howard Baker                                                  | Edward Andrews          | 1999        |
| 1984 | Volt egyszer egy Amerika (1. magyar szinkron)                                              | Halloran őrmester                                             | Bruce Bahrenburg        | 1991        |
| 1985 | A hóember                                                                                  | Habib                                                         | Riad Gholmie            | 1991        |
| 1985 | Légy bátor és erős                                                                         | N/A                                                           | N/A                     | 1988        |
| 1985 | Miss Marple történetei 03.: Gyilkosság meghirdetve                                         | Rydesdale                                                     | Richard Bebb            | 1988        |
| 1985 | Nemzetközi repülőtér                                                                       | Utas a repülőn                                                | N/A                     | 1990        |
| 1985 | Schimanski felügyelő – Fogat fogért (2. magyar szinkron)                                   | Wilkens                                                       | Martin Lüttge           | 1991        |
| 1985 | Tex és a mélység ura                                                                       | Kövér whiskyárus társa                                        | N/A                     | 1987        |
| 1986 | A főnök felesége (1. magyar szinkron)                                                      | Harry Taphorn                                                 | Lou Jacobi              | 1994        |
| 1986 | A hatalom megfizet                                                                         | Tony Boyle                                                    | Wilford Brimley         | 1993        |
| 1986 | A rózsa neve (1. magyar szinkron)                                                          | Az apát                                                       | Michael Lonsdale        | 1991        |
| 1986 | A világ leggazdagabb macskája (1. magyar szinkron)                                         | Üzletember #1                                                 | N/A                     | 1995        |
| 1986 | Az embervadász (1. magyar szinkron)                                                        | Fisk hadnagy                                                  | Frankie Faison          | 1988        |
| 1986 | Kamikaze                                                                                   | Iceberg                                                       | Jacques Japaud          | 1996        |
| 1986 | Krokodil Dundee                                                                            | Sam Charlton                                                  | Michael Lombard         | 1994        |
| 1986 | Negro Leo legendája                                                                        | N/A                                                           | N/A                     | 1988        |
| 1986 | Törvényen kívül                                                                            | Bíró                                                          | Roy Chiao               | 1994        |
| 1986 | Világautó (1. magyar szinkron)                                                             | Mr. Mahoney                                                   | William Conrad          | 1988        |
| 1987 | Aki legyőzte Al Caponét (1. magyar szinkron)                                               | Mike                                                          | Richard Bradford        | 1989        |
| 1987 | Bosszúvágy 4. – Véres leszámolás (1. magyar szinkron)                                      | Frank Bauggs                                                  | David Wolos-Fonteno     | 1989        |
| 1987 | Holdkórosok                                                                                | Cosmo Castorini                                               | Vincent Gardenia        | 1997        |
| 1987 | Ishtar (1. magyar szinkron)                                                                | Emir Yousef                                                   | Aharon Ipalé            | 1993        |
| 1987 | Kiálts szabadságot                                                                         | Wendy mostohaapja                                             | John Paul               | 1994        |
| 1987 | Mi ketten                                                                                  | N/A                                                           | N/A                     | 1999        |
| 1987 | Nancy Wake 1-2.                                                                            | Jacquard                                                      | Dalibor Satalic         | 1989        |
| 1987 | Nincs kiút                                                                                 | Donovan őrnagy                                                | Jason Bernard           | 1990        |
| 1987 | Tőzsdecápák (1. magyar szinkron)                                                           | Befektetési bankár                                            | Jeff Beck               | 1989        |
| 1987 | Velem volt Anais                                                                           | Serge Nicolas                                                 | Jean-Marie Rivière      | 1992        |
| 1987 | Zavarodott felügyelő                                                                       | Gazda                                                         | Jean Abeillé            | 1993        |
| 1988 | A második Al Capone                                                                        | N/A                                                           | N/A                     | 1993        |
| 1988 | Asszonyok a teljes idegösszeomlás szélén (1. magyar szinkron)                              | Germán                                                        | Juan Lombardero         | 1989        |
| 1988 | Az én kis barátnőm                                                                         | Benoît                                                        | Jacques Sereys          | 1989        |
| 1988 | Bluegrass                                                                                  | John Paul Jones                                               | Mickey Rooney           | 1991        |
| 1988 | Camille Claudel (1. magyar szinkron)                                                       | N/A                                                           | N/A                     | 1996        |
| 1988 | Egy bűnös                                                                                  | N/A                                                           | N/A                     | 1991        |
| 1988 | Holdfény Parador felett                                                                    | Carlo                                                         | Milton Gonçalves        | 1995        |
| 1988 | Lángoló Mississippi                                                                        | N/A                                                           | N/A                     | 1990        |
| 1988 | Rendőrakadémia 5. – Irány Miami Beach!                                                     | Dempsey                                                       | Ed Kovens               | 1990        |
| 1988 | Stradivari                                                                                 | N/A                                                           | N/A                     | 1992        |
| 1988 | Szellemes karácsony                                                                        | Mike, a postás                                                | Roy Brocksmith          | 1990        |
| 1988 | Tulajdonképpen nem történt semmi                                                           | Vágó                                                          | N/A                     | 1991        |
| 1988 | Végzetes másodpercek                                                                       | Dr. Falz                                                      | Karl Heinz Vosgerau     | 1989        |
| 1988 | Zárt kör                                                                                   | Dave Roeling                                                  | Joe Dorsey              | 1991        |
| 1989 | A bosszú börtönében                                                                        | Meissner százados                                             | John Amos               | 1989        |
| 1989 | A KAL 007-es járat (2. magyar szinkron)                                                    | N/A                                                           | N/A                     | 1991        |
| 1989 | Az őr                                                                                      | N/A                                                           | N/A                     | 1991        |
| 1989 | Bűvös pillanatok                                                                           | N/A                                                           | N/A                     | 1991        |
| 1989 | Drága papa                                                                                 | Autós vizsgáztató                                             | Art Frankel             | 1993        |
| 1989 | Drogháború Las Vegasban                                                                    | N/A                                                           | N/A                     | 1991        |
| 1989 | Fekete eső                                                                                 | Ohashi                                                        | Kójama Sigeru           | 1989        |
| 1989 | Frau Berta Garlan                                                                          | Rupius úr                                                     | Hans-Michael Rehberg    | 1991        |
| 1989 | Indiana Jones 3.: Indiana Jones és az utolsó kereszteslovag (1. magyar szinkron)           | Vogel                                                         | Michael Byrne           | 1989        |
| 1989 | Támadó a mélyből                                                                           | Oli                                                           | N/A                     | 1992        |
| 1989 | Vaklárma                                                                                   | Turista a szállodában                                         | Pirie MacDonald         | 1989        |
| 1990 | A Challenger                                                                               | N/A                                                           | N/A                     | 1990        |
| 1990 | A halál nem felejt                                                                         | N/A                                                           | N/A                     | 1991        |
| 1990 | Az elefántvadász                                                                           | Thompson, brit partner                                        | Roddy Maude-Roxby       | 1990        |
| 1990 | Bizánci tűz (1. magyar szinkron)                                                           | Mansourian                                                    | Vachik Mangassarian     | 1991        |
| 1990 | Botcsinálta angyal                                                                         | N/A                                                           | N/A                     | 1992        |
| 1990 | Cadillac Man (1. magyar szinkron)                                                          | N/A                                                           | N/A                     | 1991        |
| 1990 | Elferdített igazság                                                                        | Luther Pontelli                                               | Don Stroud              | 1992        |
| 1990 | Elit kommandó (1. magyar szinkron)                                                         | Mateen tábornok                                               | Ron Faber               | 1990        |
| 1990 | Hiúságok máglyája                                                                          | Abraham „Abe” Weiss polgármester                              | F. Murray Abraham       | 1992        |
| 1990 | Indiánok – Felkelés az őserdőben                                                           | N/A                                                           | N/A                     | 1995        |
| 1990 | Mániákus zsaru 2. (1. magyar szinkron)                                                     | Lew Brady                                                     | Charles Napier          | 1993        |
| 1990 | Matilda                                                                                    | Matilda papája                                                | Gianni Agus             | 1993        |
| 1990 | Megint 48 óra                                                                              | Ellenőrző bizottság elnöke                                    | John Bluto              | 1990        |
| 1990 | Rendőri megbízatás                                                                         | Garcia                                                        | N/A                     | 1993        |
| 1990 | Rosszlányok a Marsról                                                                      | N/A                                                           | N/A                     | 1992        |
| 1990 | Solar expedíció                                                                            | „Skeet” Kelso admirális                                       | Charlton Heston         | 1994        |
| 1990 | Új hullám                                                                                  | N/A                                                           | N/A                     | 1993        |
| 1991 | Agyfürkészők 2. – Új rendszer                                                              | N/A                                                           | N/A                     | 1992        |
| 1991 | Amerikai kickboxer                                                                         | Bob Wiser                                                     | Len Sparrowhawk         | 1992        |
| 1991 | Az utolsó napok                                                                            | Kenneth Baker                                                 | Trevor Bowen            | 1994        |
| 1991 | Éjféli őrjöngés                                                                            | Bill Tudor                                                    | Ted D’Arms              | 1993        |
| 1991 | Esély az életre (1. magyar szinkron)                                                       | Dr. Edelman                                                   | William Windom          | 1993        |
| 1991 | Fiaim                                                                                      | Terao                                                         | Umezu Szakae            | 1994        |
| 1991 | Földönjáró angyal                                                                          | Norman                                                        | Alan Young              | 1996        |
| 1991 | Hölgyek játéka                                                                             | Ed Thorpe                                                     | Michael Greene          | 1995        |
| 1991 | Irány Colorado! (1. magyar szinkron)                                                       | Dr. Ben Jessup                                                | Bill Henderson          | 1991        |
| 1991 | Kaliforniai Casanova                                                                       | N/A                                                           | N/A                     | 1992        |
| 1991 | Lucinda Smith magánháborúja                                                                | Mr. Spencer Grant                                             | James Condon            | 1994        |
| 1991 | Mindenki fogja a magáét!                                                                   | N/A                                                           | N/A                     | 1992        |
| 1991 | My Girl – Az első szerelem                                                                 | Dr. Welty                                                     | Peter Michael Goetz     | 1992        |
| 1991 | Rémecskék 3.                                                                               | N/A                                                           | N/A                     | 1998        |
| 1991 | Rocketeer                                                                                  | Eddie Valentine                                               | Paul Sorvino            | 1991        |
| 1991 | Tiszta szerencse                                                                           | Segura felügyelő                                              | Jorge Russek            | 1992        |
| 1992 | Alexandra hercegnő                                                                         | N/A                                                           | N/A                     | 1993        |
| 1992 | Az árnyékvadász                                                                            | Kinderman                                                     | Joss Ackland            | 1993        |
| 1992 | Bikinis kocsimosó                                                                          | A. B. Quinn                                                   | John F. Goff            | 1995        |
| 1992 | Invázió                                                                                    | N/A                                                           | N/A                     | 1993        |
| 1992 | Kedvencek temetője 2.                                                                      | Quentin Yolander                                              | Jim Peck                | 1993        |
| 1992 | Mordály a tarsolyomban                                                                     | Herrick                                                       | Andy Romano             | 1995        |
| 1992 | Only You – Téged egyedül (1. magyar szinkron)                                              | Télapó                                                        | N/A                     | 1992        |
| 1992 | Rikkancsok (2. magyar szinkron)                                                            | N/A                                                           | N/A                     | 1996        |
| 1992 | Végzet                                                                                     | Edward Lloyd                                                  | Ian Bannen              | 1994        |
| 1993 | A gonosz papjai                                                                            | N/A                                                           | N/A                     | 1996        |
| 1993 | A grund                                                                                    | Babe Ruth                                                     | Art LaFleur             | 1995        |
| 1993 | A hatalom kardja                                                                           | Merlin                                                        | Rodney Wood             | 1995        |
| 1993 | Csont nélkül                                                                               | Freddie                                                       | Bill Cross              | 1995        |
| 1993 | Heidi 1-2.                                                                                 | Sebastian                                                     | Basil Hoskins           | 1996        |
| 1993 | Jöttünk, láttunk, visszamennénk                                                            | Edgar Bernay                                                  | Gérard Séty             | 1993        |
| 1993 | Kísértetház (1. magyar szinkron)                                                           | N/A                                                           | N/A                     | 1994        |
| 1993 | Mandroid                                                                                   | Dr. Ivan Drago                                                | Curt Lowens             | 1995        |
| 1993 | Mandroid 2. – A láthatatlan                                                                | Dr. Ivan Drago                                                | Curt Lowens             | 1994        |
| 1993 | Robot Jox 2.                                                                               | Wa-Lee                                                        | Danny Kamekona          | 1995        |
| 1993 | Sliver                                                                                     | McCracken nyomozó                                             | Victor Brandt           | 1993        |
| 1994 | A tökéletes testőr                                                                         | Marty Bailin                                                  | Earl Boen               | 1995        |
| 1994 | Két cowboy New Yorkban                                                                     | Nacho Salazar                                                 | Joaquín Martínez        | 1995        |
| 1994 | Lapzárta                                                                                   | Tony                                                          | Herbert Rubens          | 1995        |
| 1994 | Nyúlvadászat                                                                               | Haberl polgármester                                           | Anton Hörschläger       | 1996        |
| 1994 | Pocahontas, a kis hercegnő                                                                 | N/A                                                           | N/A                     | 1995        |
| 1994 | Reszkessetek, nem hagyom magam!                                                            | Fantáz Ura (hang)                                             | Christopher Lloyd       | 1995        |
| 1994 | Stephen King: Végítélet 3-4. (1. magyar szinkron)                                          | Richard Farris bíró                                           | Ossie Davis             | 1995        |
| 1994 | Végveszélyben                                                                              | Ernesto Escobedo                                              | Miguel Sandoval         | 1994        |
| 1995 | Casino (1. magyar szinkron)                                                                | Buki                                                          | Anthony Russell         | 1996        |
| 1995 | Dolores Claiborne                                                                          | Ügyész                                                        | Roy Cooper              | 1996        |
| 1995 | Drakula halott és élvezi                                                                   | Sykes                                                         | Clive Revill            | 1997        |
| 1995 | Hétköznapi hősök                                                                           | N/A                                                           | N/A                     | 1998        |
| 1995 | Hologram Man                                                                               | Wes Strickland                                                | John Amos               | 1995        |
| 1995 | Ments meg, Uram! (1. magyar szinkron)                                                      | Norwich püspök                                                | Gil Robbins             | 1997        |
| 1995 | Nixon                                                                                      | Bob                                                           | John Cunningham         | 1997        |
| 1995 | Régi jó cimborák                                                                           | N/A                                                           | N/A                     | 1995        |
| 1996 | A hó hatalma                                                                               | Licht                                                         | Alvin Ing               | 1998        |
| 1996 | A salemi boszorkányok                                                                      | Samuel Sewall bíró                                            | George Gaynes           | 1998        |
| 1996 | Az én pasim                                                                                | N/A                                                           | N/A                     | 1997        |
| 1996 | Az esküdt                                                                                  | DeCicco                                                       | Frank Adonis            | 1996        |
| 1996 | Bogaras Joe (2. magyar szinkron)                                                           | Alberto Bianco                                                | Don Ho                  | 2001        |
| 1996 | Drágám, add az életed!                                                                     | Steve Bishop ügynök                                           | Robert Guillaume        | 1996        |
| 1996 | Elvált nők klubja                                                                          | Carmine Morelli nagybácsi                                     | Philip Bosco            | 1997        |
| 1996 | Játékautomaták, avagy a félkarú rabló                                                      | N/A                                                           | N/A                     | 1999        |
| 1996 | Madárfészek                                                                                | N/A                                                           | N/A                     | 1996        |
| 1996 | Siralomház                                                                                 | Roxburgh államügyész                                          | Harve Presnell          | 1997        |
| 1996 | Tűzparancs                                                                                 | Mavros szenátor                                               | J. T. Walsh             | 1996        |
| 1997 | Éjfél a jó és rossz kertjében                                                              | N/A                                                           | N/A                     | 1997        |
| 1997 | Én vagyok a fegyver                                                                        | Sam Shepard kapitány                                          | Tommy Lane              | 1999        |
| 1997 | Gengszterápia                                                                              | Don Vito Leoni                                                | Robert Loggia           | 1998        |
| 1997 | Meglesni és megszeretni                                                                    | Matheson                                                      | Dominick Dunne          | 1998        |
| 1997 | Támadás a torony ellen                                                                     | Ibrahim El-Gabrowny                                           | Joe Zaloom              | 1998        |
| 1998 | A vizesnyolcas                                                                             | Professzor                                                    | Robert Kokol            | 1999        |
| 1998 | A vörös hegedű                                                                             | N/A                                                           | N/A                     | 2001        |
| 1998 | Fordulatszám                                                                               | N/A                                                           | N/A                     | 2001        |
| 1998 | Halálos fegyver 4.                                                                         | Dr. Cheng                                                     | Raymond Ma              | 1999        |
| 1998 | Okostojás                                                                                  | Bert Fischer                                                  | Seymour Cassel          | 2000        |
| 1998 | Titkos névsor                                                                              | N/A                                                           | N/A                     | 2001        |
| 1999 | Egy sorozatgyilkos nyara                                                                   | N/A                                                           | N/A                     | 2000        |
| 1999 | Falcone                                                                                    | N/A                                                           | N/A                     | 2000        |
| 1999 | Isteni játék                                                                               | Apát                                                          | Lama Chonjor            | 2001        |
| 1999 | Muppet-show az űrből (1. magyar szinkron)                                                  | Dr. Bunsen Honeydew (hang)                                    | Dave Goelz              | 2000        |
| 1999 | Tűzforró Alabama                                                                           | Nehemiah                                                      | John Beasley            | 2000        |
| 2000 | Bagger Vance legendája                                                                     | N/A                                                           | N/A                     | 2001        |
| 2000 | Copperfield Dávid                                                                          | Barkis                                                        | Freddie Jones           | 2000        |
| 2000 | Gagyi mami                                                                                 | Ben Rawley                                                    | Carl Wright             | 2000        |
| 2000 | Öld meg Rómeót! (1. magyar szinkron)                                                       | Harold, Calvin vendége                                        | William S. Taylor       | 2001        |
| 2001 | A sárkány csókja (1. magyar szinkron)                                                      | Francia miniszter                                             | David Gabison           | 2001        |
| 2001 | Mi lenne, ha?                                                                              | Leo Kubelsky                                                  | Allen Garfield          | 2002        |
| 2002 | Ámen.                                                                                      | Idős szerzetes                                                | Heinz Gerhard Lück      | 2003        |
| 2002 | Dögölj meg, Smaci!                                                                         | TV-csatorna elnöke                                            | Robert Prosky           | 2003        |
| 2002 | Kémkölykök 2. – Az elveszett álmok szigete (1. magyar szinkron)                            | Nagypapa                                                      | Ricardo Montalbán       | 2002        |
| 2003 | A Minden6ó (1. magyar szinkron)                                                            | Pete Fineman                                                  | Lou Felder              | 2003        |
| 2003 | A számítógépes játékok története                                                           | Önmaga – Szoftverimportőr                                     | Robert Stein            | 2004        |
| 2003 | Férfiak, nők, szerelmek és hazugságok                                                      | N/A                                                           | N/A                     | 2005        |

### Sorozatok
| Év        | Cím                                                      | Szereplő                               | Színész                 | Szinkron év |
| --------- | -------------------------------------------------------- | -------------------------------------- | ----------------------- | ----------- |
| 1966      | Az Angyal V.                                             | Alvarez elnök                          | Peter Illing            | 1997        |
| 1966      | Az Angyal V.                                             | Ernst Schwerin                         | Steve Plytas            | 1997        |
| 1966      | Az Angyal V.                                             | Ahmed Bayer                            | Andre Van Gyseghem      | 1997        |
| 1966      | Star Trek I.                                             | N/A                                    | N/A                     | 1997        |
| 1966      | Támadás egy idegen bolygóról I.                          | Tom Wiley                              | Peter Mark Richman      | 1979        |
| 1967-1968 | Star Trek II-III.                                        | Tepo                                   | John Harmon             | 1998        |
| 1967-1968 | Star Trek II-III.                                        | Melkotian                              | Abraham Sofaer          | 1998        |
| 1967-1968 | Star Trek II-III.                                        | Az ügyész                              | Kermit Murdock          | 1998        |
| 1968      | Krupp és Krause                                          | Alfried Krupp                          | Alfred Struwe           | 1969        |
| 1971      | A császár kémje I.                                       | Malet tábornok                         | Mario Pilar             | 1975        |
| 1971      | A juharlevél                                             | Lenormant                              | Benoît Girard           | 1976        |
| 1971      | Leonardo da Vinci élete 1-5.                             | N/A                                    | N/A                     | 1973        |
| 1971      | Porlepte históriák                                       | N/A                                    | N/A                     | 1974        |
| 1973      | Lucien Leuwen 1-4.                                       | De Vaize gróf                          | Michel Ruhl             | 1979        |
| 1973-1984 | Tetthely                                                 | Horst Schäfermann főfelügyelő          | Manfred Heidmann        | 1981-1986   |
| 1974      | Golgota 1-4.                                             | Nyikolaj Ivanovics Szmokovnyikov       | Vjacseszlav Jezepov     | 1977        |
| 1974-1975 | Kojak II-III.                                            | Arnie Naylor                           | Brad Dexter             | 1993        |
| 1974-1975 | Kojak II-III.                                            | Quinlan                                | Max Showalter           | 1994        |
| 1976      | Gyökerek                                                 | Kadi Touray                            | O. J. Simpson           | 1979        |
| 1977      | A názáreti Jézus 1-4.                                    | Habakukk                               | Lee Montague            | 1990        |
| 1977      | Menekülés az arany földjéről 1-7.                        | Joe                                    | František Velecký       | 1980        |
| 1977      | Nem kell mindig kaviár                                   | Schüttler ezredes                      | Friedrich W. Bauschulte | 1981        |
| 1977      | Nem kell mindig kaviár                                   | Tábornok                               | N/A                     | 1981        |
| 1977      | Nők a pult mögött                                        | Josef, Karas régi barátja és kollégája | Soběslav Sejk           | 1985        |
| 1978      | A bábu 1-9.                                              | N/A                                    | N/A                     | 1980        |
| 1978      | Will Shakespeare                                         | Sir Robert Cecil                       | Julian Curry            | 1980        |
| 1979      | Forró szél                                               | Marko Boskovic                         | Milan Puzić             | 1984        |
| 1979      | Forró szél                                               | Surda kuncsaftja                       | N/A                     | 1984        |
| 1980-1987 | Dallas III-XI.                                           | Scotty Demarest (+ Szabó Ottó)         | Stephen Elliott         | 1991-1995   |
| 1984      | Sherlock Holmes kalandjai 1-4, 6-7. (1. magyar szinkron) | N/A                                    | N/A                     | 1986        |
| 1984-1986 | Dempsey és Makepeace (1. magyar szinkron)                | Gordon Spikings                        | Ray Smith               | 1989        |
| 1985      | Sherlock Holmes kalandjai 8-13.                          | James Barclay                          | Denys Hawthorne         | 1997        |
| 1985      | Polip II.                                                | Nicola Sorbi                           | Daniel Ceccaldi         | 1990        |
| 1986-1988 | Sherlock Holmes visszatér                                | Sir Eustace Brackenstall               | Conrad Phillips         | 1997        |
| 1986-1988 | Sherlock Holmes visszatér                                | Josiah Brown                           | Michael Logan           | 1997        |
| 1990      | Columbo X.                                               | Főügyész                               | N/A                     | 1996        |
| 1990      | Polip V.                                                 | Annibale Corvo                         | Orazio Orlando          | 1992        |
| 1990      | Váratlan utazás II.                                      | Mr. Hardy                              | Leon Pownall            | 1993        |
| 1990-1991 | Agatha Christie: Poirot III-IV.                          | Jesmond                                | David Howey             | 1997        |
| 1990-1991 | Agatha Christie: Poirot III-IV.                          | Cust (2. magyar szinkron)              | Donald Sumpter          | 1997        |
| 1991      | Extralarge I. (1. magyar szinkron)                       | Martin őrmester                        | Robert Deacon           | 1992        |
| 1991-1993 | Sherlock Holmes naplójából                               | Sir James Damery                       | David Langton           | 1997        |
| 1992      | A Duna hercegnője                                        | A zátonyra futott hajó kapitánya       | N/A                     | 1994        |
| 1992      | Lucky Luke                                               | Reinhard bíró                          | Abe Vigoda              | 1994        |
| 1993      | Csengetett, Mylord? IV.                                  | Perkins                                | Norman Mitchell         | 2001        |
| 1993-1994 | Hegylakó II-III.                                         | Morton atya idősen                     | John Tierney            | 1997        |
| 1993-1994 | Hegylakó II-III.                                         | Halottkém                              | N/A                     | 1997        |
| 1994      | Agatha Christie: Poirot VI. (1. magyar szinkron)         | Sir Arthur Stanley                     | David Burke             | 1997        |
| 1994      | Sherlock Holmes emlékiratai                              | Jenkins biztos (+ Antal László)        | Michael Wynne           | 1997        |
| 1994      | Walker, a texasi kopó II.                                | Billy Selkirk                          | L. Q. Jones             | 1998        |
| 1995-1996 | Végtelen határok                                         | Terry Walsh                            | Matthew Walker          | 1998        |
| 1995-1996 | Végtelen határok                                         | Mr. Jones                              | Ken Pogue               | 1999        |
| 1996      | Nostromo                                                 | Mitchell kapitány                      | Paul Brooke             | 1998        |
| 1996      | Végtelen határok II.                                     | Mr. Jones                              | Ken Pogue               | 1999        |
| 1996      | Viszonyok                                                | Hal Roth                               | Robert Katims           | 1997        |
| 1998      | Csillagkapu II.                                          | N/A                                    | N/A                     | 1999        |

### Muppet Show
| Év   | Évad | Epizód | Epizódcím                            | Szereplő | Szinkronhang | Szinkron év |
| ---- | ---- | ------ | ------------------------------------ | -------- | ------------ | ----------- |
| 1976 | 1    | 3      | Joel Grey                            | Svéd Séf | Jim Henson   | 1979        |
| 1977 | 2    | 16     | Cleo Laine                           | Svéd Séf | Jim Henson   | 1982        |
| 1978 | 3    | 11     | Raquel Welch (1. magyar szinkron)    | Svéd Séf | Jim Henson   | 1982        |
| 1978 | 3    | 14     | Harry Belafonte (1. magyar szinkron) | Svéd Séf | Jim Henson   | 1981        |
| 1978 | 3    | 16     | Danny Kaye (1. magyar szinkron)      | Svéd Séf | Jim Henson   | 1981        |
| 1979 | 4    | 1      | John Denver                          | Svéd Séf | Jim Henson   | 1983        |
| 1979 | 4    | 6      | Linda Lavin                          | Svéd Séf | Jim Henson   | 1984        |
| 1979 | 4    | 8      | Arlo Guthrie                         | Svéd Séf | Jim Henson   | 1985        |
| 1979 | 4    | 14     | Liza Minnelli (1. magyar szinkron)   | Svéd Séf | Jim Henson   | 1981        |
| 1980 | 5    | 1      | Gene Kelly                           | Svéd Séf | Jim Henson   | 1983        |
| 1980 | 5    | 18     | Marty Feldman                        | Svéd Séf | Jim Henson   | 1983        |

### Tetthely
| Év   | Epizód | Epizódcím                    | Szereplő          | Színész          | Szinkron év |
| ---- | ------ | ---------------------------- | ----------------- | ---------------- | ----------- |
| 1973 | 33     | A hiányzó súly               | Horst Schäfermann | Manfred Heidmann | 1980        |
| 1977 | 72     | A zsaroló                    | Horst Schäfermann | Manfred Heidmann | 1979        |
| 1979 | 98     | 30 liter Szuper              | Horst Schäfermann | Manfred Heidmann | 1980        |
| 1979 | 102    | Kétféle csomó                | Pabst professzor  | Anfried Krämer   | 1992        |
| 1980 | 110    | Mezitláb                     | Knauf felügyelő   | Udo Thomas       | 1983        |
| 1980 | 116    | A halottak nem utaznak hiába | Horst Schäfermann | Manfred Heidmann | 1984        |
| 1984 | 162    | Születésnapi üdvözlet        | Horst Schäfermann | Manfred Heidmann | 1986        |

### Rajzfilmek
| Év   | Cím                                                                         | Szereplő                                     | Szinkronhang       | Szinkron év |
| ---- | --------------------------------------------------------------------------- | -------------------------------------------- | ------------------ | ----------- |
| 1940 | Pinokkió (1. magyar szinkron)                                               | Első kikiáltó a bejáratnál                   | Stuart Buchanan    | 1962        |
| 1940 | Pinokkió (1. magyar szinkron)                                               | Harmadik kikiáltó a dohánygyárnál            | Don Brodie         | 1962        |
| 1957 | A hókirálynő (2. magyar szinkron)                                           | Rabló #2                                     | N/A                | 1994        |
| 1974 | Éljen D’Artagnan!                                                           | Angol tábornok                               | N/A                | 1985        |
| 1977 | Dot és a kenguru (2. magyar szinkron)                                       | Bagoly                                       | N/A                | 1994        |
| 1982 | Karácsonyi ének                                                             | Ügyvéd #2                                    | N/A                | 1994        |
| 1983 | Copperfield Dávid                                                           | Mr. Wickfield                                | N/A                | 1994        |
| 1985 | Dot és a moszkitó (2. magyar szinkron)                                      | N/A                                          | N/A                | 1994        |
| 1985 | Pickwick Klub                                                               | N/A                                          | N/A                | 1994        |
| 1985 | Vámpírok Havannában                                                         | Mr. Turmixer, a Vámpírfürdő Liga képviselője | N/A                | 1986        |
| 1986 | Az elvarázsolt erdő                                                         | Nepton király                                | Drago Krča         | 1995        |
| 1989 | A Jetson család: Első epizódok                                              | Mr. Spencer Cogswell (archív felvétel)       | Daws Butler        | 1993        |
| 1989 | Charlie – Minden kutya a mennybe jut                                        | Bendő                                        | Vic Tayback        | 1993        |
| 1989 | Garfield, a nyomozók gyöngye (1. magyar szinkron)                           | O'Felix professzor                           | C. Lindsay Workman | 1993        |
| 1989 | Turpi úrfi visszatért: Meneküljön, ki merre lát!                            | N/A                                          | N/A                | 1993        |
| 1990 | Diótörő (1. magyar szinkron)                                                | Király                                       | Len Carlson        | 1995        |
| 1992 | FernGully, az utolsó esőerdő                                                | Hexxus                                       | Tim Curry          | 1995        |
| 1993 | Kalandozások Odüsszeiában – I/4. rész: A gyanú árnyéka (1. magyar szinkron) | Phinias                                      | Joe Baker          | 1995        |
| 1994 | Dzsungel király (1. magyar szinkron)                                        | Tigris császár                               | N/A                | 1995        |
| 1994 | Pocahontas, a kis hercegnő                                                  | Towanhaka                                    | N/A                | 1995        |
| 1995 | A dzsungel könyve                                                           | Balu                                         | N/A                | 1995        |
| 1995 | Goofy                                                                       | Vontató sofőr (ének)                         | N/A                | 1996        |

### Anime- és rajzfilmsorozatok
| Év        | Cím                                                         | Szereplő                             | Szinkronhang             | Szinkron év |
| --------- | ----------------------------------------------------------- | ------------------------------------ | ------------------------ | ----------- |
| 1962      | A Jetson család I. (1. magyar szinkron)                     | N/A                                  | N/A                      | 1990        |
| 1965      | Kimba, a fehér oroszlán 1-52.                               | Óriáskígyó                           | N/A                      | 1995        |
| 1971      | Kengyelfutó gyalogkakukk (1. magyar szinkron)               | N/A                                  | N/A                      | 1980        |
| 1976      | Noé és Nelli a repülő bárkában                              | Noé                                  | Richard Briers           | 1995        |
| 1979      | Don Quijote de la Mancha (1. magyar szinkron)               | N/A                                  | N/A                      | 1984        |
| 1980      | Nils Holgersson csodálatos utazása a vadludakkal            | Ékszerész                            | N/A                      | 1987        |
| 1980      | Vrungel kapitány kalandjai                                  | Főnök                                | Jevgenyij Papernij       | 1983        |
| 1981-1983 | Könyvek könyve                                              | További szereplők                    | N/A                      | 1992-1993   |
| 1982      | A repülő ház                                                | További szereplők                    | N/A                      | 1994        |
| 1982      | Janó és Bíbice (1. magyar szinkron)                         | N/A                                  | N/A                      | 1994        |
| 1986      | Boldi, bolygónk fia                                         | Nosferato                            | N/A                      | 1992        |
| 1986      | Óz, a nagy varázsló                                         | N/A                                  | N/A                      | 1994        |
| 1987      | Kacsamesék I.                                               | Öreg Ribbit                          | William Callaway         | 1992        |
| 1989      | Alfréd, a kacsa                                             | II. Ferdinánd király                 | ? (japán)                | 1993        |
| 1989      | Alfréd, a kacsa                                             | II. Ferdinánd király                 | Paul van Vliet (holland) | 1993        |
| 1989      | Alfréd, a kacsa                                             | III. Richard király                  | N/A                      | 1993        |
| 1989      | Pif és Herkules (1. magyar szinkron)                        | Gorilla / Kicsi                      | Yves Elliot              | 1992-1994   |
| 1989-1990 | Chip és Dale – A Csipet Csapat II-III. (1. magyar szinkron) | Heinrich Von Cukkermekker            | Jim Cummings             | 1991        |
| 1989-1990 | Chip és Dale – A Csipet Csapat II-III. (1. magyar szinkron) | Csibor Tibor (Bogárlény) nagyfőnök   | Hamilton Camp            | 1991        |
| 1990      | Balu kapitány kalandjai 1-47. (első-két magyar szinkron)    | Jegeskéz                             | Ron Feinberg             | 1992        |
| 1990      | Balu kapitány kalandjai 1-47. (első-két magyar szinkron)    | Joe „A borbély”                      | Patric Zimmerman         | 2003        |
| 1991      | Hol van Wally?                                              | További szereplők                    | N/A                      | 1994        |
| 1992      | Csizmás kandúr                                              | N/A                                  | N/A                      | 1996        |
| 1992      | Taz-mánia II.                                               | N/A                                  | N/A                      | 1993        |
| 1993      | Animánia I.                                                 | Püspök                               | Jeff Bennett             | 1995        |
| 1994      | Egyszer volt… az ötlet                                      | További szereplők                    | N/A                      | 1996        |
| 1996      | Twist Olivér 1-6.                                           | Sir Bartholomew Strange (4. részben) | N/A                      | 1999        |

## Hangjáték, rádió
- Bárány Tamás: A fiam nem a lányom (1964)
- William Forrester: Őfelsége kapitánya (1966)
- Gellért Endre: A felső tízezer (1967)
- Rejtő Jenő: Barbara tejbár (1968)
- Ollier, Claude: Merénylet egyenes adásban (1970)
- Hárs László: Buci királyfi, az üveggolyó (1973)
- Karinthy Frigyes: Mennyei riport (1974)
- Albert Gábor: Orsi meg a nyuszioroszlán (1975)
- Honoré de Balzac: Betti néni (1976)
- Csukás István: Már megint elkalandozott az eszem (1977)
- Mándy Iván: Játék a téren (1977)
- Tarbay Ede: Eső-lesők (1977)
- Lev Tolsztoj: Anna Karenina (1977)
- Tarbay Ede: A mozgólépcső vándorai (1979)
- Mérimée, Prosper: Az etruszk váza (1980)
- Tatay Sándor: Kinizsi Pál (1980)
- Török Gyula: A zöldköves gyűrű (1981)
- Kolozsvári Grandpierre Emil: A törökfejes kopja (1982)
- Kellér Andor: A rulettkirály (1983)
- Mark Twain: Huckleberry Finn kalandjai (1983)
- Babits Mihály: A gólyakalifa (1984)
- Hegedűs Tibor: Találkozás a Hitchcock-klubban (1984)
- Rejtő Jenő és Vágó Péter: P. Howard visszatér és Piszkos Fred vele tart (1984)
- Rudi Strahl: Ádám és Éva ügyében (1984)
- Csetényi Anikó: A sárkány hét feje (1985)
- Csukás István: Gyalogcsillag (1985)
- Mikszáth Kálmán: Beszterce ostroma (1985)
- Rideg Sándor: Indul a bakterház (1985)
- Walter Scott: A lammermoori nász (1985)
- Dahl, Roald: Danny, a szupersrác (1987)
- Humorimpex - Az ember és a bőrönd (1987)
- Jókai Mór: Egy hírhedett kalandor a XVII. századból (1987)
- Kambanélisz, Jákovosz: Sok hűhó Rodoszért (1987)
- Határ Győző: Az aranypalást (1988)
- John Collier: A múzeum titka (1988)
- Krúdy Gyula: A vörös postakocsi (1988)
- Rejtő Jenő: Az őrszem (1991)
- Bulgakov, Mihail: Színházi regény (1992)
- Ambrus Zoltán: Giroflé és Girofla (1995)